# Youssef Amyn
Youssef Wali Faeq Amyn (in arabo يوسف والي فائق أمين‎?; Essen, 21 agosto 2003) è un calciatore iracheno con cittadinanza tedesca, attaccante dell'AEK Larnaca e della nazionale irachena.

## Carriera

### Club
Cresciuto nei settori giovanili di Bochum e Borussia Dortmund, nel 2020 approda al Viktoria Colonia, con cui esordisce in prima squadra il 13 marzo 2021, nella partita di 3. Liga vinta per 3-1 contro il Duisburg, diventando così il più giovane esordiente della storia del club. Il 16 giugno firma il primo contratto professionistico; il 1º settembre 2022 viene ceduto al Feyenoord. Dopo una stagione trascorsa nel settore giovanile degli olandesi, il 18 luglio 2023 viene acquistato dall'Eintracht Braunschweig, con cui firma un biennale.

### Nazionale
Ha esordito con la nazionale irachena il 16 novembre 2023, nella partita di qualificazione al Mondiale 2026 vinta per 5-1 contro l'Indonesia, in cui ha segnato la quarta rete dell'incontro.
Sempre nel 2023 è stato convocato per partecipare alla Coppa d'Asia.

## Statistiche

### Presenze e reti nei club
Statistiche aggiornate al 7 dicembre 2023.
| Stagione                | Squadra                 | Campionato              | Campionato | Campionato | Coppe nazionali | Coppe nazionali | Coppe nazionali | Coppe continentali | Coppe continentali | Coppe continentali | Altre coppe | Altre coppe | Altre coppe | Totale | Totale |
| Stagione                | Squadra                 | Comp                    | Pres       | Reti       | Comp            | Pres            | Reti            | Comp               | Pres               | Reti               | Comp        | Pres        | Reti        | Pres   | Reti   |
| ----------------------- | ----------------------- | ----------------------- | ---------- | ---------- | --------------- | --------------- | --------------- | ------------------ | ------------------ | ------------------ | ----------- | ----------- | ----------- | ------ | ------ |
| mar.-giu. 2021          | Viktoria Colonia        | 3.L                     | 3          | 0          | -               | -               | -               | -                  | -                  | -                  | -           | -           | -           | 3      | 0      |
| 2021-2022               | Viktoria Colonia        | 3.L                     | 31         | 4          | CG              | 1               | 0               | -                  | -                  | -                  | -           | -           | -           | 32     | 4      |
| lug.-ago. 2022          | Viktoria Colonia        | 3.L                     | 1          | 1          | CG              | -               | -               | -                  | -                  | -                  | -           | -           | -           | 1      | 1      |
| Totale Viktoria Colonia | Totale Viktoria Colonia | Totale Viktoria Colonia | 35         | 5          |                 | 1               | 0               |                    | -                  | -                  |             | -           | -           | 36     | 5      |
| 2023-2024               | Eintracht Braunschweig  | ZL                      | 6          | 0          | CG              | 0               | 0               | -                  | -                  | -                  | -           | -           | -           | 6      | 0      |
| Totale carriera         | Totale carriera         | Totale carriera         | 41         | 5          |                 | 1               | 0               |                    | -                  | -                  |             | -           | -           | 42     | 5      |

### Cronologia presenze e reti in nazionale
| Cronologia completa delle presenze e delle reti in nazionale ― Iraq | Cronologia completa delle presenze e delle reti in nazionale ― Iraq | Cronologia completa delle presenze e delle reti in nazionale ― Iraq | Cronologia completa delle presenze e delle reti in nazionale ― Iraq | Cronologia completa delle presenze e delle reti in nazionale ― Iraq | Cronologia completa delle presenze e delle reti in nazionale ― Iraq | Cronologia completa delle presenze e delle reti in nazionale ― Iraq | Cronologia completa delle presenze e delle reti in nazionale ― Iraq |
| Data                                                                | Città                                                               | In casa                                                             | Risultato                                                           | Ospiti                                                              | Competizione                                                        | Reti                                                                | Note                                                                |
| ------------------------------------------------------------------- | ------------------------------------------------------------------- | ------------------------------------------------------------------- | ------------------------------------------------------------------- | ------------------------------------------------------------------- | ------------------------------------------------------------------- | ------------------------------------------------------------------- | ------------------------------------------------------------------- |
| 16-11-2023                                                          | Bassora                                                             | Iraq                                                                | 5 – 1                                                               | Indonesia                                                           | Qual. Mondiali 2026                                                 | 1                                                                   | 68’                                                                 |
| 19-11-2023                                                          | Hanoi                                                               | Vietnam                                                             | 0 – 1                                                               | Iraq                                                                | Qual. Mondiali 2026                                                 | -                                                                   | 46’                                                                 |
| Totale                                                              |                                                                     | Presenze                                                            | 2                                                                   |                                                                     | Reti                                                                | 1                                                                   |                                                                     |

| Cronologia completa delle presenze e delle reti in nazionale ― Iraq olimpica | Cronologia completa delle presenze e delle reti in nazionale ― Iraq olimpica | Cronologia completa delle presenze e delle reti in nazionale ― Iraq olimpica | Cronologia completa delle presenze e delle reti in nazionale ― Iraq olimpica | Cronologia completa delle presenze e delle reti in nazionale ― Iraq olimpica | Cronologia completa delle presenze e delle reti in nazionale ― Iraq olimpica | Cronologia completa delle presenze e delle reti in nazionale ― Iraq olimpica | Cronologia completa delle presenze e delle reti in nazionale ― Iraq olimpica |
| Data                                                                         | Città                                                                        | In casa                                                                      | Risultato                                                                    | Ospiti                                                                       | Competizione                                                                 | Reti                                                                         | Note                                                                         |
| ---------------------------------------------------------------------------- | ---------------------------------------------------------------------------- | ---------------------------------------------------------------------------- | ---------------------------------------------------------------------------- | ---------------------------------------------------------------------------- | ---------------------------------------------------------------------------- | ---------------------------------------------------------------------------- | ---------------------------------------------------------------------------- |
| 24-7-2024                                                                    | Décines-Charpieu                                                             | Iraq                                                                         | 2 – 1                                                                        | Ucraina                                                                      | Olimpiadi 2024 - 1º turno                                                    | -                                                                            | 79’                                                                          |
| 27-7-2024                                                                    | Décines-Charpieu                                                             | Argentina                                                                    | 3 – 1                                                                        | Iraq                                                                         | Olimpiadi 2024 - 1º turno                                                    | -                                                                            |                                                                              |
| 30-7-2024                                                                    | Nizza                                                                        | Marocco                                                                      | 3 – 0                                                                        | Iraq                                                                         | Olimpiadi 2024 - 1º turno                                                    | -                                                                            | 31’                                                                          |
| Totale                                                                       |                                                                              | Presenze                                                                     | 3                                                                            |                                                                              | Reti                                                                         | 0                                                                            |                                                                              |